# Русинов, Юрий Антонович
Ю́рий Анто́нович Руси́нов (около 1660 — после 1723) — судостроитель, галерный мастер капитан-лейтенантского ранга,  построил более ста галер и подобных им кораблей для Российского императорского флота, создатель первых «конных галер» в России. Грек по национальности.

## Биография
Юрий Антонович (Юрья Антонов) Русинов родился около 1660 года. Грек по национальности. Был галерным мастером в Константинополе, где строил вместе со своим отцом галеры на «турецкий менер», и под руководством французского мастера Антония Бартоломеева — на «французский манер».

### Служба на Олонецкой верфи
В 1703 году по приглашению Петра I прибыл в Россию для строительства галер и других малых судов. Первоначально работал на Олонецкой верфи, основанной в 1702 году. В 1703—1704 годах Русинов построил две первые галеры по турецкой технологии «Вера» и «Любовь» для галерной эскадры Балтийского флота. 27 июля 1703 года на Олонецкой верфи, при личном участии Петра I, Русинов заложил «государеву» галеру, получившую название при спуске 21 мая 1704 года «Святой апостол Пётр». Учеником и подмастерьем у Русинова был «записной» плотник Мокей Черкасов, который впоследствии вошёл в историю отечественного кораблестроения как видный русский галерный мастер.
Мастер строил галеры по своим лекалам и «на свой манер», как строил их прежде в Константинополе. Это вызывало недовольство других судостроителей, которые жаловались на Русинова ближайшему сподвижнику Петра I  Александру Меншикову. Меншиков писал в октябре 1703 года коменданту Олонецкой верфи Ивану Яковлеву: «…Новым мастерам греческим вели делать галеры по указу, а старому мастеру гречанину [Юрье Русинову] до времени в прихотях его умелчи, … греку [Юрье Русинову] вели сказать, чтоб он жил смирно и дело своё управлял по указу, а буде он учнет чиниться противен и станет делать по своим прихотям, и ты его скуй и прикажи его кормить с водою до указу».

### Служба на верфях Выборга и Таврово
В октябре 1710 года Русинов был командирован в Выборг. 29 октября на Выборгской верфи он вместе с галерным подмастерьем греком Захарием Колуеновым приступил к постройке тринадцати 6-пушечных скампавей нового типа, среди которых десять имели названия: «Виктория», «Зорница», «Львица», «Орлица», «Пальма», «Солнце», «Тигра», «Триумфант», «Фама» и «Феникс», а также трёх 40-вёсельных галер «Святая Анна», «Святой Александр» и «Святой Фёдор Стратилат». 11 апреля 1711 года все суда были построены, спущены на воду и оснащены. Экипаж полугалер состоял из 250 человек, а скампавей из 150. Царь Пётр лично осмотрел качество постройки судов и остался ими доволен. Во второй половине 1711 года Юрий Русинов работал на Тавровской верфи Воронежского адмиралтейства. В 1712 году Ю. А. Русинов был направлен на Лужскую верфь, где построил 14 бригантин для Балтийского флота.

### Служба на Галерном дворе Санкт-Петербурга

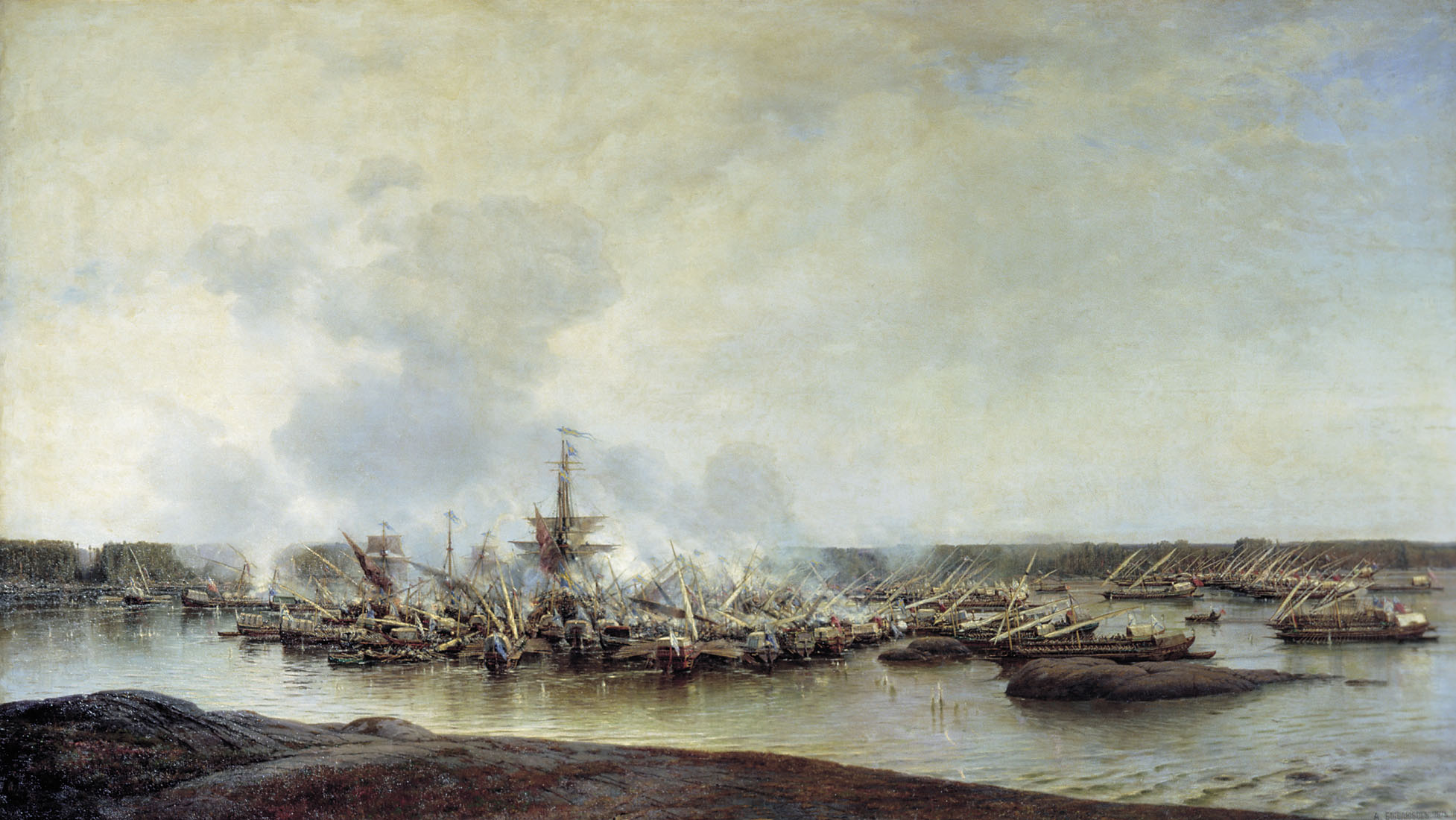
Картина Алексея Боголюбова «Сражение при Гангуте 27 июля 1714 года». (1877).
Многие русские суда были построены Ю. А. Русиновым.

В конце 1712 года Юрий Русинов был переведён в Санкт-Петербург на Галерный двор для постройки и ремонта галер, скампавей для Галерной эскадры Балтийского флота, которая готовилась к морским сражениям со шведами. На новых стапелях санкт-петербургской верфи в октябре 1712 года Юрий Русинов заложил 50 скампавей, сданных флоту к 15 мая 1713 года. Среди них были скампавеи «Анштура», «Бардун», «Бронго», «Гауи», «Горища», «Гота», «Жерех», «Карп», «Краббы», «Ломи», «Моклец», «Рица», «Румба», «Парта», «Поуст» и другие. 28 мая 1713 года был послан в Новгород для заготовки корабельного леса. В сентябре 1713 года Русиновым были заложены ещё 30 скампавей и большая полугалера на Галерном дворе, которые спустили на воду в апреле-мае 1714 года. 18 декабря 1713 года Русинов заложил на пробу средиземноморскую лондру и спустил её на воду 30 апреля 1714 года на Галерной верфи Петербурга. 15 октября царь лично испытал судно и остался им недоволен, более лондры для Балтийского флота не строились. В апреле 1714 году Русинов на Галерном дворе спустил на воду три первые в России конные галеры, каждая из которых предназначалась для перевозки 25 лошадей. В октябре 1714 года Русинов на Галерном дворе заложил ещё 7 больших полугалер, в том числе «Камбала», «Кит», «Окунь», «Щука», которые были спущены в апреле 1715 года.

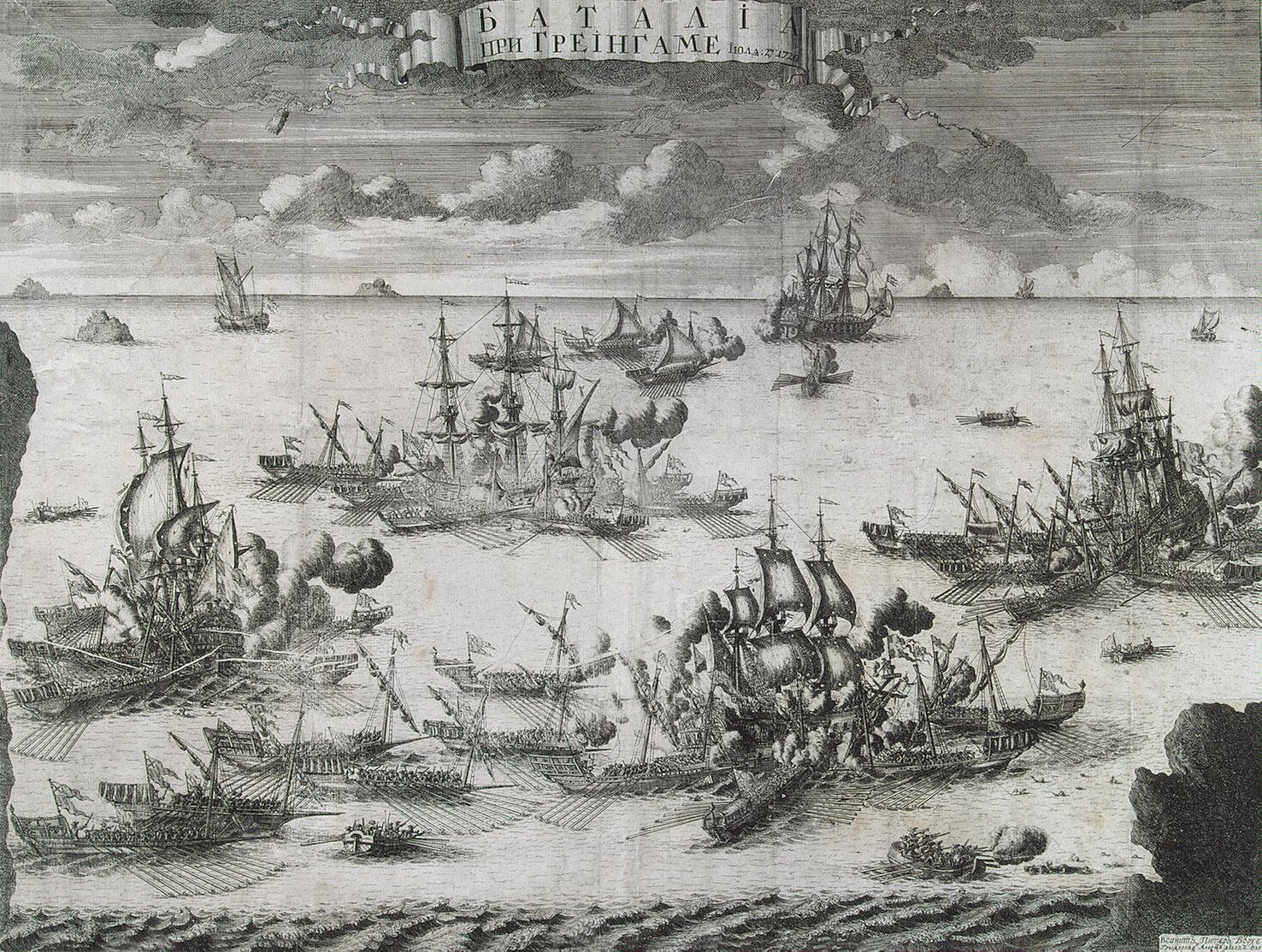
Сражение при Гренгаме 27 июля 1720 года.
Многие русские суда были построены Ю. А. Русиновым.

Многие вёсельные суда построенные Русиновым принимали участие в Гангутском сражении в период Северной войны и по отзывам командиров этих судов были «…ходки, легки на ходу и маневре». 22-баночная галера «Фивра», построенная Русиновым в 1713—1714 годах на Галерной верфи в Санкт-Петербурге, была флагманским кораблём М. М. Голицына во время Гренгамского боя в 1720 году.
Из всех иностранных мастеров петровского периода Русинов выделялся своими незаурядными педагогическими способностями. В январе 1715 года Пётр I издал специальный указ, в котором объявлялось, чтобы те, «кто пожелает учиться галерному делу у мастера Юрия Русинова, явились бы к нему, за каждого выученного мастеру будет выдано вознаграждение 50 рублей на человека, а выученный будет получать 60 рублей в год». У Русинова было около десятка галерных учеников, в том числе и Мокей Черкасов, который по настоянию Русинова был переведён в Санкт-Петербург и стал его помощником. Ещё один ученик и подмастерье Русинова — Захарий Колуенов, стал большим специалистом в судостроении и к концу Северной войны наладил с двумя учениками в Выборге строительство конных галер.
Летом 1719 года Русинов заложил в Петербурге 20 галер на «турецкий манер», однако Адмиралтейств-коллегия, выполняя указания Петра I о строительстве судов по французской методике, 7 сентября определила осмотреть заложенные галеры французскому корабельному мастеру К. Ниулону и переделать из них, что возможно на «французский манер», а те которые сделаны больше чем на половину — достроить по старой технологии. Осенью 1719 года Русинов был послан в Або для постройки 12 конных галер, а затем в октябре 1720 года направлен в Гельсинфорс для освидетельствования старых галер, после чего вернулся в Санкт-Петербург. В сентябре 1721 года президент Государственной Адмиралтейств-коллегии генерал-адмирал граф Ф. М. Апраксин докладывал Президенту Военной коллегии Российской империи А. Д. Меншикову о том, что «…старого турецкому маниру галерное строение Его Величеству неугодно». Галерный мастер Русинов оказался в конце 1721 года без дела и был отправлен в Воронеж для разборки заготовленных там на галеры материалов. 29 марта 1723 год Русинов в капитан-лейтенантском ранге был уволен со службы с сохранением жалования до смерти «для его старости и за многия службы». Дальнейшая судьба Ю. А. Русинова не известна.